# Dacii
Dacii é um filme romeno/francês, de 1967, dos gêneros drama e épico, dirigido por Sergiu Nicolaescu,  roteirizado por Titus Popovici e Jacques Rémy, música de Theodor Grigoriu.

## Sinopse
Um rei, para manter a integridade de seu povo, está disposto a entregar seu filho em sacrifício aos deuses, e um oficial romano, dedicado ao seu país de adoção, tem de escolher entre as origens de seu sangue e a cultura para a qual foi educado.

## Elenco
- Pierre Brice ....... Septimius Severus
- Marie-José Nat ....... Meda
- Georges Marchal ....... Fuscus
- Amza Pellea ....... Decebal
- Mircea Albulescu ....... Oluper
- Alexandru Herescu ....... Cotyso
- György Kovács ....... Domitien
- Geo Barton ....... Zoltes
- Emil Botta ....... Sacerdote
- Sergiu Nicolaescu ....... Marcus